# Рольф Стенерсен
Рольф Крістіан Еккерзберг Стенерсен (норв. Rolf Kristian Eckersberg Stenersen, 13 лютого 1899 — 15 жовтня 1978) — норвезький спортсмен, атлет, бізнесмен, колекціонер картин, письменник, есеїст, новеліст, драматург і біографіст.